# 公园广场酒店 (洛杉矶)
公园广场酒店（Park Plaza Hotel）位于美国加州洛杉矶市中心威尔希尔大道附近，建于1923-1924年，设计者为著名装饰艺术建筑师克劳德·比尔曼。

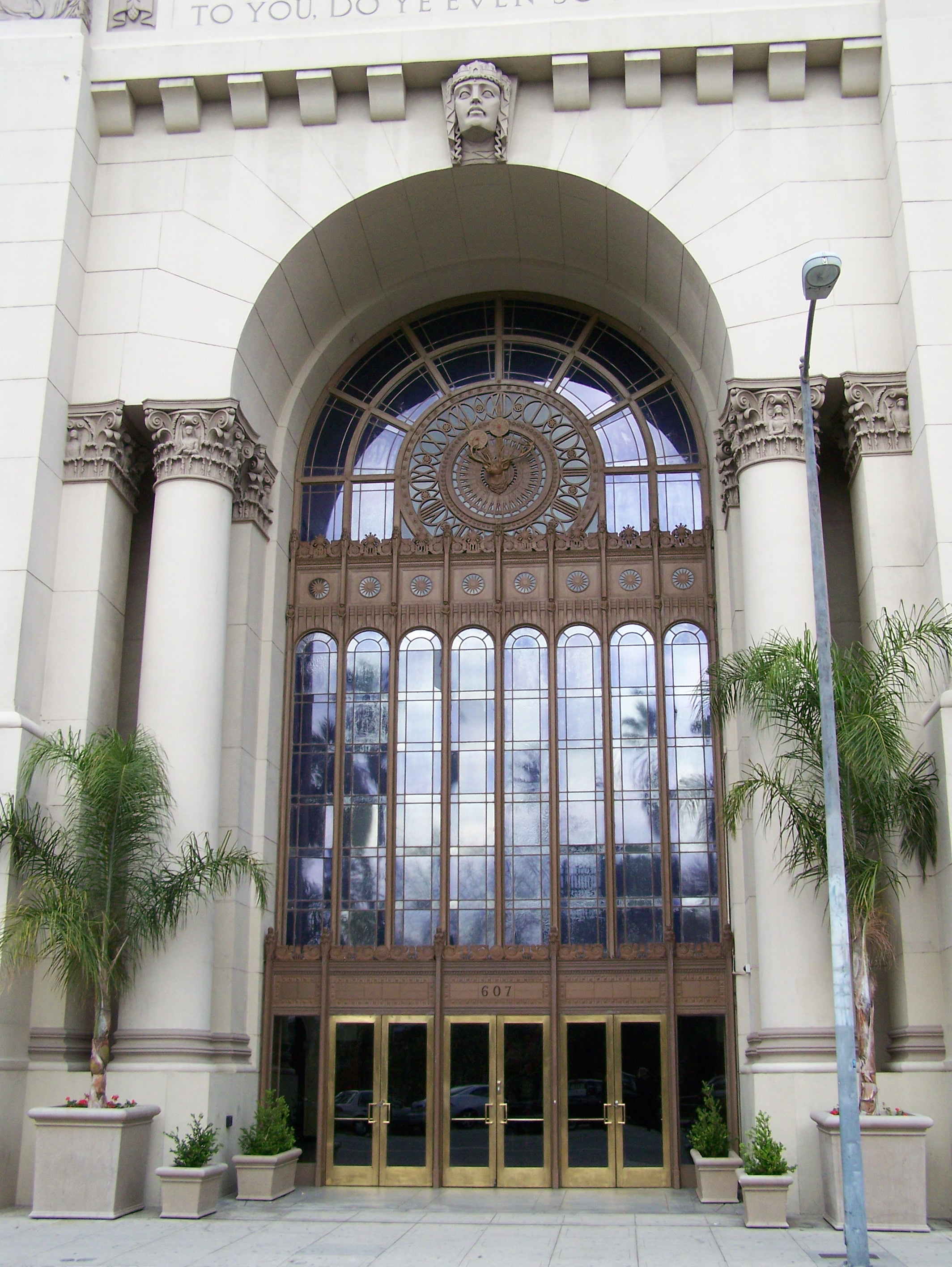
丽亭酒店入口

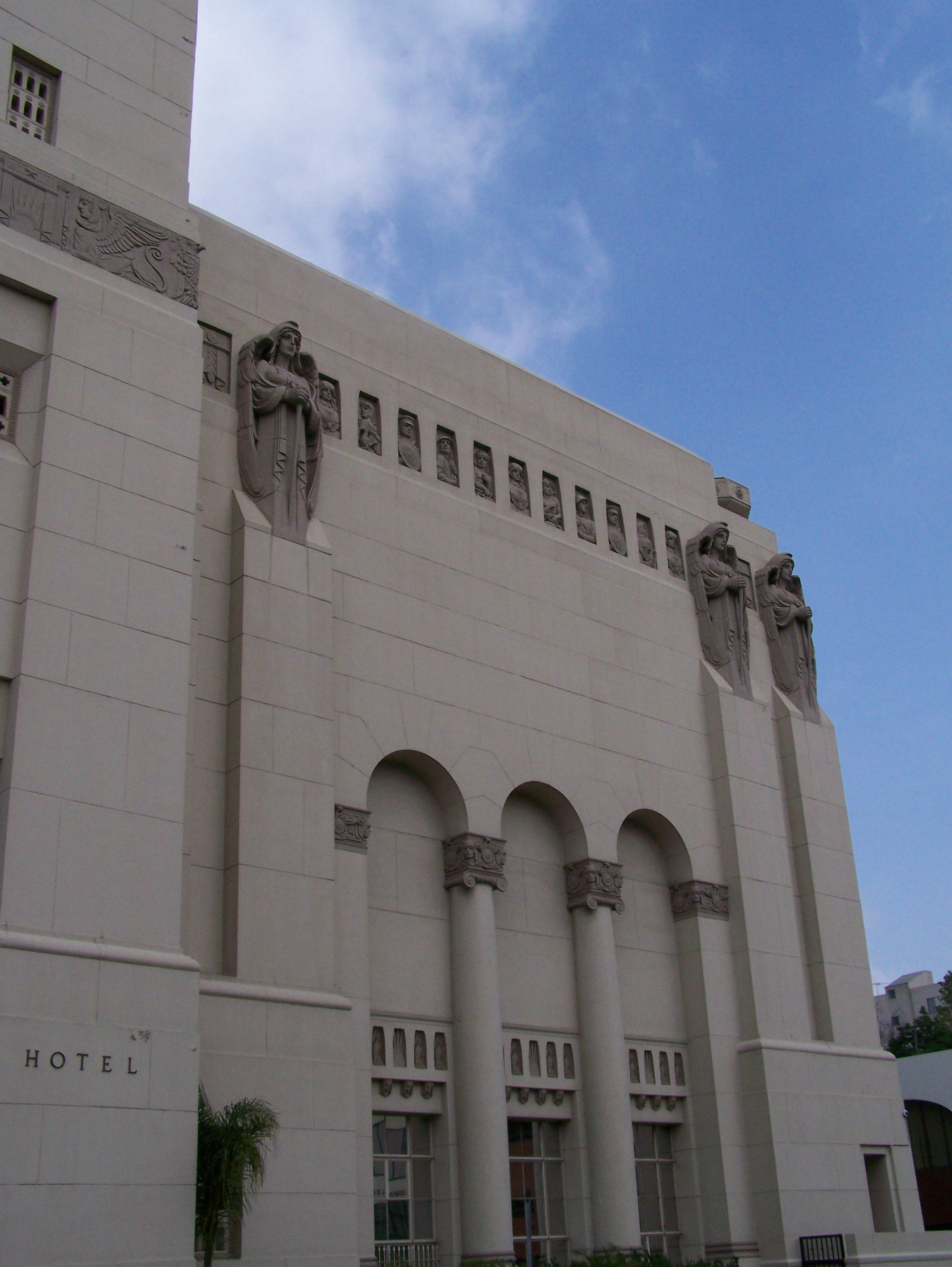

该建筑最初是属于麋鹿保护协会，后来出售，变成了一个豪华的酒店。
该建筑现在空置，仅出租用作电影拍摄和特殊活动。
1983年，洛杉矶市鉴于该建筑为经典的比尔曼建筑，将其列为洛杉矶历史文化古迹第267号。大门和舞厅仍保持昔日“爵士乐时代”的壮丽，精美的室内壁画仍然保留。大堂天花板的设计基于文艺复兴时代拉斐尔设计的玛达玛庄园。